# John Hellins
John Hellins, (1749-1827), fou un matemàtic i clergue anglès.

## Vida
Hellins era fill d'un peó i no va rebre cap mena d'educació en la seva infantesa, sinó que va anar estudiant per si mateix. Va començar la seva carrera donant classes a una petita escola de Taunton (Somerset). Mentre estava en aquesta escola, un col·lega seu el va recomanar a Nevil Maskelyne, l'astrònom reial, que el va prendre com assistent seu a l'Observatori Reial de Greenwich entre 1773 i 1776. Durant la seva estança a l'observatori va aprofitar per estudiar llatí i grec i per ordenar-se sacerdot. Va ser capellà de Constantine (Cornualla) des del 1779.
A partir de 1783 va ser professor particular de matemàtiques dels fills de lord Pomfret a Northamptonshire, fins al 1789 en què va ser admès al Trinity College (Cambridge). El 1794 es va casar amb Anne Brock, amb qui va tenir un fill.
El 1790 va ser nomenat rector de Potterspury, localitat en la que viurà la resta de la seva vida i en la que fundarà una escola que encara perviu avui en dia.
Va ser escollit fellow de la Royal Society el 1796 i va rebre la medalla Copley el 1799.

## Obra
- 1794 Doctor Halley's Quadrature of the Circle Improved
- 1792 Select parts of Professor Saunderson's Elements of algebra, un text basat en el de Nicholas Saunderson per a estudiants universitaris
- 1801 Analytical Institutions, in Four Books, traducció a l'anglès del llibre de Maria Gaetana Agnesi[7]

i nombrosos articles publicats als Philosophical Transactions des de 1788 fins al 1808.